# Мадам Паутина
Мада́м Паути́на (англ. Madame Web), настоящее имя Касса́ндра Уэбб (англ. Cassandra Webb) — вымышленный персонаж, появляющийся в американских комиксах издательства Marvel Comics. Героиня была создана Деннисом О’Нилом и Джоном Ромитой-младшим и впервые появилась в The Amazing Spider-Man #210 (ноябрь, 1980), после чего стала одной из второстепенных лиц в комиксах про Человека-паука. Мадам Паутина представлена как пожилая женщина с миастенией, подключённая к системе жизнеобеспечения, напоминающей паутину.
Кассандра Уэбб родилась мутантом с даром ясновидения и прекогниции. При первом появлении она помогла Человеку-пауку найти жертву похищения. В дальнейшем, Уэбб стала одной из мутантов, которые потеряли свою силу во время событий Decimation. На неё напали Саша, Анна и Алёша Кравиновы, которые убили Мадам Паутину, однако ей удалось передать свои способности предвидения, а также слепоту Джулии Карпентер, ставшей новой Мадам Паутиной. Уэбб является бабушкой Шарлотты Виттер, Женщины-паука.
На протяжении многих лет с момента её первого появления в комиксах героиня появилась в других медиа продуктах, в том числе: фильмы, мультсериалы и видеоигры. В сентябре 2019 года было объявлено о разработке сольного фильма о Мадам Паутине, действие которого разворачивается во Вселенной Человека-паука от Sony. Главную роль исполнила Дакота Джонсон.

## История публикаций
Мадам Паутина была создана сценаристом Деннисом О’Нилом и художником Джоном Ромитой-младшим, дебютировав в The Amazing Spider-Man #210 (Ноябрь, 1980).

## Биография вымышленного персонажа
Кассандра Уэбб родилась слепой и страдала миастенией, хроническим аутоиммунным нервно-мышечным заболеванием, вызывающим слабость скелетных мышц. Эти недостатки компенсировали выдающиеся экстрасенсорные способности, которые позволили ей стать медиумом. Используя эти способности, Мадам Паутина раскрыла тайну личности Питера Паркера, когда Человек-Паук спас одного из её учеников, похищенного во время инцидента в газете «Daily Globe». Позже Мадам Паутина помогла Человеку-пауку предотвратить покушение на кандидата в политики. Однажды Чёрный Том Кэссиди нанял Джаггернаута похитить Мадам Паутину, чтобы использовать её силы для осуществления своих преступных замыслов. Она предвидела нападение и позвала на помощь Человека-паука. Супергерой не смог остановить Джаггернаута, который оставил Мадам Паутину в состоянии сильного шока после того, как снял её со стула, поддерживающего жизнь Кассандры.
Находясь в коме и страдая кратковременной потерей памяти, она, по всей видимости, временно забыла личность Человека-паука. Уэбб снова обратилась к супергерою за помощью, став благодаря своей силе предвидения свидетельницей собственной надвигающейся смерти. Полагая, что участие в тайном ритуале Нормана Озборна под названием «Собрание пяти» спасёт ей жизнь, она попросила Человека-паука добыть один из пяти необходимых фрагментов артефакта. Каждый из пяти участников получит либо: знание, силу, бессмертие, безумие, смерть. Человек-паук выполнил её просьбу, ошибочно посчитав, что в ходе церемонии Мадам Паутине досталась смерть. На самом деле ей выпало бессмертие, сделавшее её сильнее и моложе.
Вскоре после этого Доктор Осьминог создал Женщину-паука, используя внучку Кассандры, Шарлотту Уиттер, которая поглотила способности остальных Женщин-пауков (Джессика Дрю, Джулия Карпентер, Мэтти Франклин). Чтобы поймать Шарлотту, Мадам Паутина создала команду из Женщин-пауков. Шарлотта потерпела поражение, однако затем завладела телепатией Мадам Паутины, из-за чего та снова состарилась. С помощью Человека-паука и Франклин, Мадам Паутина определила, как можно лишить Шарлотту силы, в результате чего Уиттер потеряла сознание. Вновь омолодившаяся Мадам Паутина провела психическую операцию, чтобы разорвать её связь с Шарлоттой и стереть воспоминания Шарлотты и Мэтти о личности Человека-паука. Мадам Паутина продолжала помогать Мэтти до конца её жизни в качестве Женщины-паука. В конце концов команда Женщин-пауков распалась.
Мадам Паутина, в конечном итоге, была убита Сашей, Анной и Алёшей, детьми и женой Крэйвена-охотника. Перед смертью она передала свой дар Джулии Карпентер. Также была клонирована Шакалом.

## Силы и способности
Мадам Паутина — мутант, обладающий экстрасенсорными способностями, включая телепатию, ясновидение, предвидение и способность ощущать присутствие псионических сил в других людях. Также она в состоянии проводить психические операции и являться другим в астральной форме. Обладает высоким уровнем интеллекта.
Умирая, она продемонстрировала способность передавать свою мутацию другому человеку, Джулии Карпентер, а также свою слепоту.
Мадам Паутина была жертвой миастении, расстройства передачи нервно-мышечного синапса. В результате она стала инвалидом, полностью зависящим от внешнего жизнеобеспечения для выживания. Мадам Паутина кибернетически связана с креслом жизнеобеспечения, похожим на паутину, которое удовлетворяет все её телесные потребности.

## Альтернативные версии

### Ultimate Marvel
Во вселенной Ultimate Marvel Мадам Паутина появляется в Ultimate Spider-Man #102, где предстаёт как одна из психологов, которые намереваются изменить воспоминания Джессики Дрю, женского клона Питера Паркера. Как и классическая Кассандра Ultimate-версия страдает от паралича и слепоты, однако выглядит значительно моложе.

## Вне комиксов

### Телевидение
- Мадам Паутина является одной из главных союзников Человека-паука в мультсериале «Человек-паук» 1994 года, где её озвучила Джоан Ли[16]. Потусторонний поручил ей испытать Людей-пауков со всей мультивселенной, чтобы определить, смогут ли они остановить Паука-Карнажа от разрушения мультивселенной. После того, как «главный» Человек-Паук преуспевает в миссии, Мадам Паутина в качестве награды отправляется вместе с ним на поиски его потерянной девушки Мэри Джейн Уотсон.
- Версия Мадам Паутины Джулии Карпентер появляется в мультсериале «Великий Человек-паук», где её озвучила Кри Саммер[17]. Дебютировавшая в эпизоде "Агент Паутина" данная версия была представлена как агент Щ.И.Т.а, которая использует свою связь с «Паутиной реальности», чтобы предсказывать будущее для Ника Фьюри. В четырёхсерийном эпизоде «Возвращение в Паучью Вселенную» она работает с Доктором Стрэнджем и Железным Кулаком над открытием портала в мультивселенную, чтобы Человек-паук и Малыш Арахнид могли собрать фрагменты Гибельного Седалища, разбросанные по нескольким альтернативным измерениям в эпизоде «Сага о Симбиотах: Часть 3».

### Кино
В сентябре 2019 года Sony объявила о разработке сольного фильма о Мадам Паутине в рамках Вселенной Человека-паука от Sony, сценарий к которому написали Мэтт Сазама и Бёрк Шарплесс. В феврале 2022 года стало известно, что Дакота Джонсон сыграет главную героиню.
Премьера фильма «Мадам Паутина» состоялась в кинотеатрах США — 14 февраля. Картина получила негативные отзывы критиков и провалилась в прокате, собрав лишь $100,3 млн при бюджете в $80–100 млн. На 45-й церемонии антипремии «Золотая малина» Мадам Паутина (фильм) победила в категориях худший фильм, худшая актриса (Джонсон) и худший сценарий. По замыслу Sony, «Мадам Паутина» должна была стать началом новой франшизы, но после плохих отзывов кинокритиков и низких кассовых сборов фильма эти планы были отменены.

### Видеоигры
- Мадам Паутина появляется в игре Questprobe Featuring Spider-Man.
- Сьюзан Блэйксли озвучила Мадам Паутину в игре Spider-Man: Shattered Dimensions[19]. После того, как классический Человек-паук разбивает Скрижаль Порядка и Хаоса, она сообщает о её мистических свойствах и приказывает ему, Нуарному Человеку-пауку, Человеку-пауку 2099 и Ultimate Человеку-пауку в чёрном костюме собрать фрагменты Скрижали, прежде чем это сделают суперзлодеи. Также она инструктирует Людей-Пауков об их силах и предоставляет им новые способности, чтобы им было легче выполнить свою миссию. Тем не менее, Мистерио берёт её в заложники, обнаружив фрагмент, который даёт ему магические силы, и требует, чтобы Люди-пауки отдали ему остальные части. Восстановив Скрижаль, Мистерио становится богоподобным существом и пытается изменить реальность по своему вкусу, но Мадам Паутина успевает собрать четырёх Людей-пауков, чтобы они смогли победить Мистерио и отделить его от Скрижали. После успешного завершения миссии, она отправляет Пауков обратно в их родные вселенные.